# 2014年のジョージア
この項目では、2014年のジョージアについて記述する。

## 政権在職者

### 中央政府
- 大統領: ギオルギ・マルグヴェラシヴィリ（2013年11月17日 – 在任中）
- 首相: イラクリ・ガリバシヴィリ（2013年11月20日 – 2015年12月30日）
- 国会議長: ダヴィッド・ウスパシュヴィリ（2012年10月21日 – 在任中）

### 自治共和国

#### アジャリア
- 首相: アルチル・ハバゼ（2012年10月30日 – 在任中）
- 最高評議会議長: アフタンジル・ベリゼ（2012年10月28日 – 在任中）

#### アブハジア
- 首相（亡命政府）: ヴァフタング・コルバイア（代行; 2013年4月8日 – 在任中）
- 最高評議会議長（亡命政府）: エルグヤ・グヴァザヴァ（2009年3月20日 – 在任中）

### 係争領域

#### アブハジア
- 大統領: アレクサンドル・アンクヴァブ（2011年5月29日 – 2014年6月1日）、ヴァレリ・ブガンバ（代行; 2014年6月1日 – 2014年9月25日）、ラウリ・ハジムバ（2014年9月25日 – 在任中）
- 副大統領: ヴィタリ・ガブニア（2014年9月25日 – 在任中）
- 首相: レオニード・ラケルバヤ（2011年9月29日 – 2014年6月2日）、ウラジーミル・デルバ（代行; 2014年6月2日 – 2014年9月29日）、ベスラン・ブタ（2014年9月29日 – 2015年3月17日）
- 人民議会議長: ヴァレリ・ブガンバ（2012年4月3日 – 在任中）

#### 南オセチア
- 大統領: レオニード・チビロフ（2012年4月19日 – 在任中）
- 首相: ロスチスラフ・フガエフ（2012年4月26日 – 2014年1月20日）、ドメンチイ・クルムベゴフ（2014年1月20日 – 在任中）
- 国会議長: スタニスラフ・コチエフ（2012年7月2日 – 2014年6月23日）、アナトリイ・ビビオフ（2014年6月23日 – 在任中）

## 出来事

### 1月

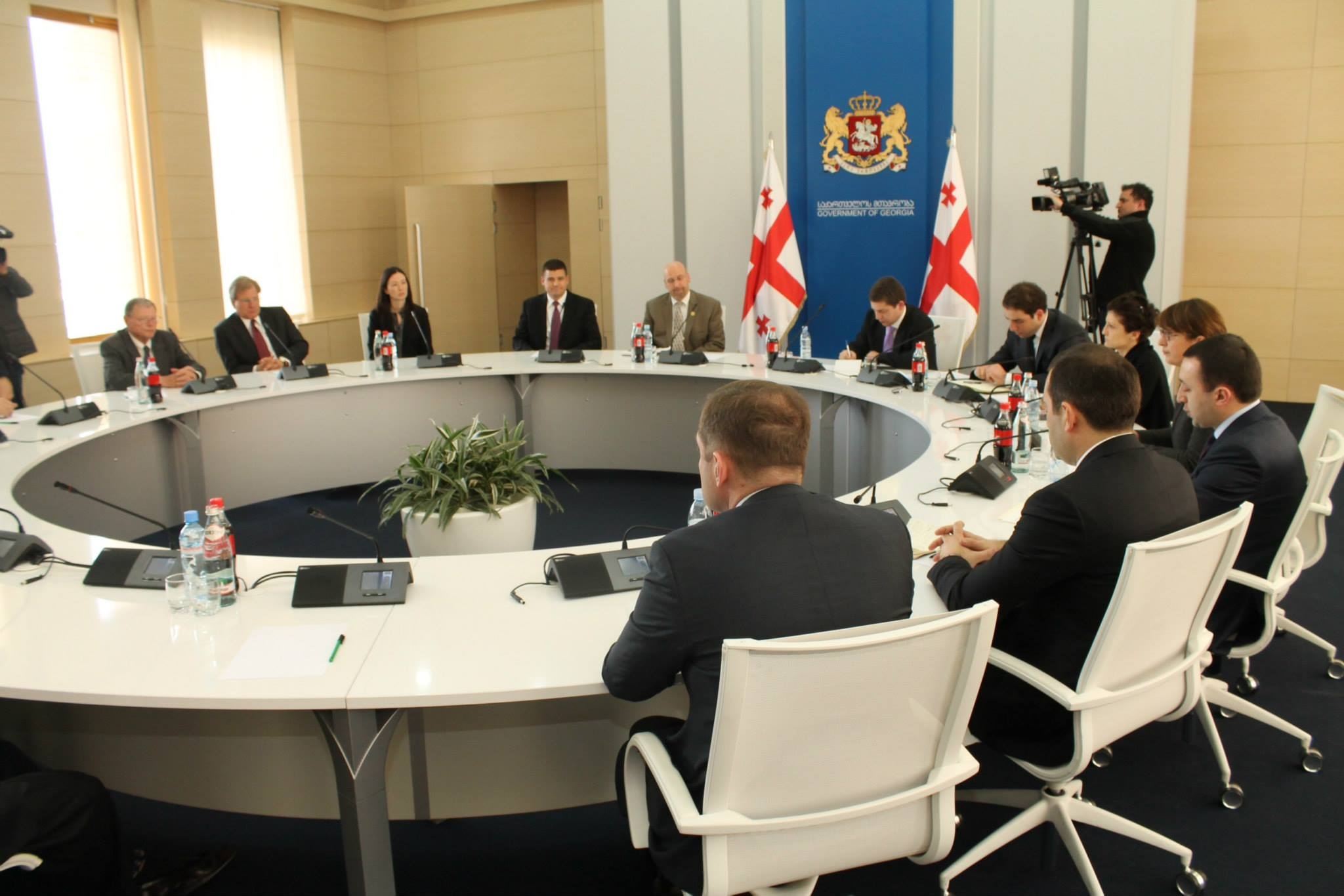
アメリカ合衆国議会からの派遣団を受け入れるジョージア政府（2014年1月20日）

- 1月1日 – 再統合省は名称を融和・市民平等省に改称した。併せてアブハジアおよび南オセチアに存在する独立政体との関与を弱める狙いを打ち出した。[1]
- 1月8日 – グルジア正教会のイリア2世総主教は降誕祭のメッセージにおいて、代理母あるいは人工授精を介して産まれた子供たちが成人になることについて「問題がある」と述べ、そのような子供を持った家族は幸福になることができないだろうという意見を述べた。この発言は論争を引き起こし、総主教の執務室の外では抗議集会が開かれた。抗議者たちは総主教の支持者たちと衝突し、小規模な小競り合いが発生した。[2][3]
- 1月20日 – 独立状態にある南オセチアの大統領レオニード・チビロフは、政府の非効率性と経済問題への取り組みの怠慢さを理由として、政府を解散した。[4]

### 2月
- 2月5日 – ジョージア国会は地方自治の改革に関する法案を採択した。これにより、12の町において予定していた首長選任は、直接選挙により実施する運びとなった。また今後は、すべての自治体の首長についても、同様に直接選挙で選任することとなった。[5]
- 2月7日–23日 – ロシアとの緊張関係のために国内ではボイコットすべきとの論争も起こったが[6]、ジョージアはロシアのソチで開催の2014年冬季オリンピックに対して選手派遣を決定した。選手4名が出場したが、メダル獲得はならなかった。[7]
- 2月17日、27日 – 野党「統一国民運動」で幹事長を務めていたヴァノ・メラビシュヴィリ元首相が、職権濫用、有権者との贈収賄、そして予算財源の非効率的な使用の罪により、禁錮5年の刑が宣告された[8]。また2011年5月にトビリシで開かれた反政府集会について公的権限を超える形で排除したとして、4年6ヶ月が追加された。[9]
- 2月21日 – 中央アフリカ共和国における欧州連合の軍事ミッション (EUFOR RCA) の一環として、ジョージア国会は歩兵中隊を中央アフリカへ派遣する決定を承認した。[10]
- 2月21日 – ジョージアの愛国的なユーロマイダンの活動家ダヴィッド・キピアニ（33歳）が、ウクライナのキエフにおいて、警察部隊と反体制派の抗議者の衝突にて死亡した。ウクライナで発生した一連の抗議活動におけるジョージア人の死者は、これが2件目となった。[11]
- 2月28日 – 2006年のコドリ危機に関与したとして指名手配されていた武装グループ指導者エムザル・クヴィツィアニが、モスクワからトビリシに到着したところを逮捕された。[12]

### 3月
- 3月14日 – ジョージア政府は採掘会社RMGに対して、サクドリシ遺跡での金採鉱の許可を与えた。考古学者や保護主義者らは、これに対して抗議の意を示した。[13]
- 3月15日 – ラグビージョージア代表が欧州ネイションズカップで勝利した。[14]
- 3月24日 – 内務省特殊部隊の元責任者シャルヴァ・タツハシュヴィリが不透明な状況下で死亡した。彼は元上司ダタ・アハライアの刑事事件に関する証人となっていたが、捜査員が取り調べ中に虐待を行った疑惑が後に浮上した。この疑惑について、検察当局は否定した。[15][16]
- 3月27日 – 検察はいくつかの刑事事件の証人として尋問を行うため、ミヘイル・サアカシュヴィリ元大統領の召喚を求めた。対象の事件には、2005年にズラブ・ジワニア首相が死亡した案件などが含まれていた。このときサアカシュヴィリ元大統領はアメリカに滞在していたが、尋問のためにジョージアへ戻る意思はないと述べた。[17]

### 4月
- 4月15日 – ジョージア人ジャーナリスト3名が拘留され、ロシア軍により監禁状態となった。彼らは2日後に南オセチアとの行政境界線付近で解放された。[18]

### 5月

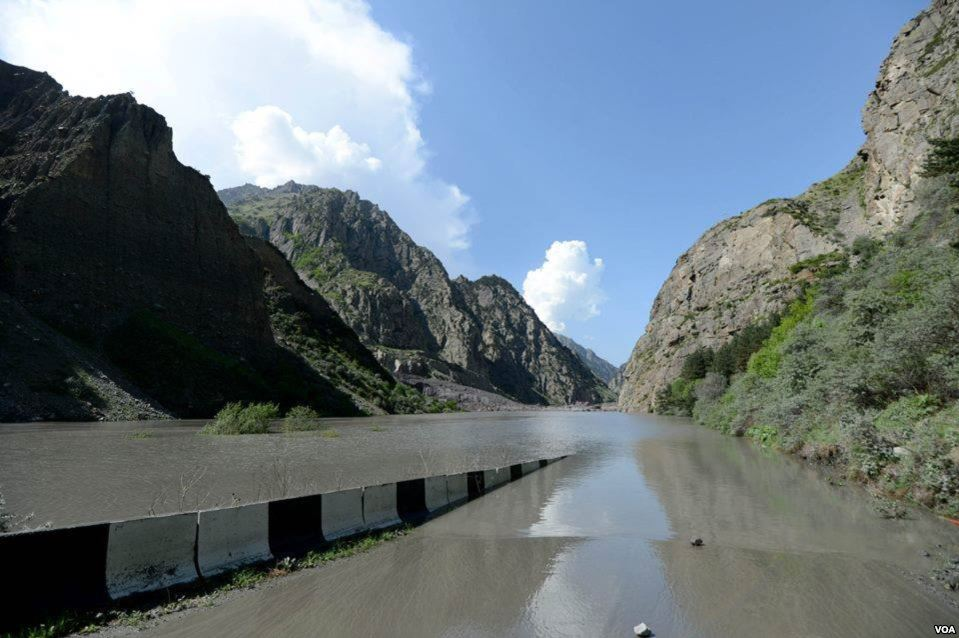
ダリアリ峡谷にて地滑りが発生（2015年5月）

- 5月2日 – ジョージア国会は「あらゆる差別の撲滅」を謳った差別禁止法案について、3回目の計上の結果、115票の賛成で可決した。これに対しては人権団体が批判を行い、効率的に実施する体制が欠如していると指摘した。またジョージア正教会は「性的指向」と「性同一性」に言及し、強い反対を示した。[19]
- 5月17日 – ジョージア北東部のダリアリ峡谷で地滑りが発生し、少なくとも3名が死亡した。またテレク川を塞ぎ、ロシアからアルメニアへのガス供給が停止した。[20][21]
- 5月27日 – 独立状態にあるアブハジアの首都スフミにおいて、アレクサンドル・アンクヴァブ大統領への抗議活動が勃発した。野党指導者ラウリ・ハジムバは抗議活動を統率し、大統領府を占拠した。アンクヴァブ大統領はグダウタの故郷町への逃亡を余儀なくされた。[22][23]

### 6月
- 6月1日 – 独立状態にあるアブハジアにおいて、地元議会はアレクサンドル・アンクヴァブ大統領について、その職務を果たすことが「不可能」な状態であると宣言した。アンクヴァブ大統領は辞任し、大統領代行には議会議長ヴァレリ・ブガンバが任命された。[24]
- 6月3日 – ウクライナ危機に際して、アメリカのバラク・オバマ大統領は欧州安心供与イニシアティブを発表した。これは10億ドルの拠出計画であり、ヨーロッパに駐留するアメリカ軍の増強と、ウクライナ、モルドバ、ジョージアの防衛力の強化が目的であった。[25]
- 6月6日 – バトゥミに基地を置く歩兵大隊から、兵士140による中隊1個がジョージアを離れ、中央アフリカ共和国における欧州連合の軍事ミッション (EUFOR RCA) に参加した。[26]
- 6月8日 – 独立状態にある南オセチアにおいて、議会選挙が実施された。ジョージア、欧州連合、北大西洋条約機構は、これを承認しないと述べた。[27]
- 6月15日 – 地方選挙が実施され、トビリシその他の複数の市長選挙、および主たる地区において、与党連合「ジョージアの夢」が勝利した。[28]
- 6月24日 – ジョージアはアメリカと協力して、の黒海東岸スプサにあるジョージア沿岸警備隊の駐屯地に、統合海上作戦管理センターを開設した。[29]
- 6月27日 – ジョージアは、ウクライナおよびモルドバとともに、欧州連合提携協定に署名した。これは東方パートナーシップの枠組みにおいて、政治的関係や経済的関係を深めることを目的としたものである。[30]

### 7月

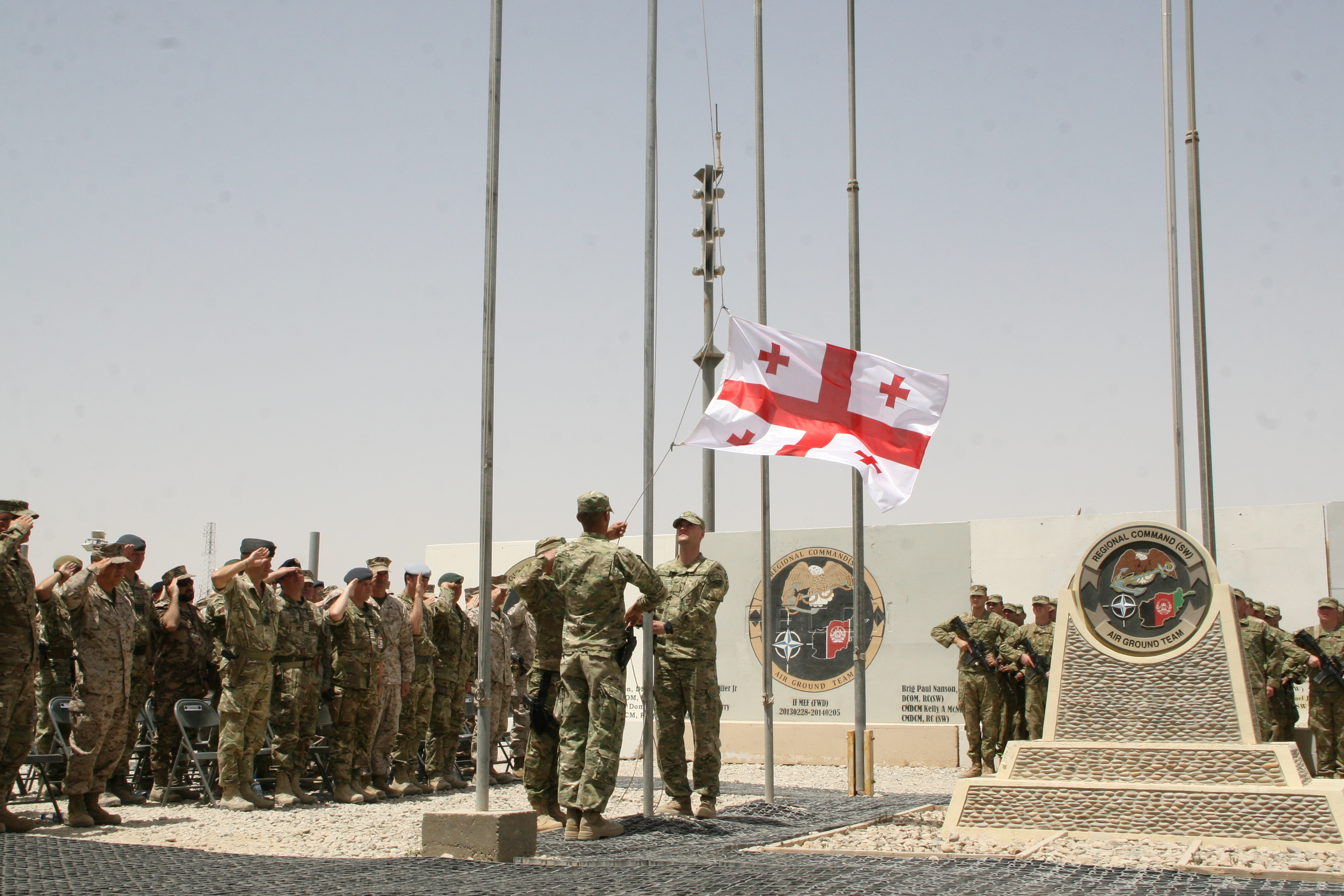
ジョージア派遣部隊はアフガニスタン南部ヘルマンド州での任務を終了（2015年7月15日）

- 7月5日 – 元トビリシ市長で野党「統一国民運動」の指導者の1人であるギオルギ・ウグラヴァが、資金洗浄の容疑で公判前勾留を命じられた。ウグラヴァは対立勢力による政治的攻撃であるとして当局を非難した。[31]
- 7月12日 – 統一地方選挙の決選投票において、与党連合「ジョージアの夢」による連立候補が各地で勝利した。[32]
- 7月15日 – ジョージアの元外交官エロシ・キツマリシヴィリが、自身の車の中で頭部を撃ち抜かれた状態の死体で発見された。捜査当局は刑法の定めに従い、自殺として処理を開始した。
- 7月15日 – ジョージアの国際治安支援部隊はアフガニスタン南部ヘルマンド州での4年間にわたる駐留を終了し、レザーネック基地で降旗式を行った。[33]
- 7月18日 – ジョージア国会は臨時国会において、欧州連合提携協定を批准した。[34]
- 7月26日 – ジョージア国会は、閣僚5名の新任と閣内異動2名による改造内閣を承認した。野党「統一国民運動」はこの国会をボイコットした。[35]
- 7月28日 –ジョージア検察当局はミヘイル・サアカシュヴィリ元大統領を起訴した。罪状は2007年ジョージア反政府デモの際に実業家バドリ・パタルカツィシビリが所有していたテレビ局イメディをはじめとする資産を「押収」する等の「公的権限を超える」行為をしたことであった。サアカシュヴィリ元大統領はジョージア当局がロシアと政治的な妥協や譲歩を考えていると述べ、批判を返した。[36]アメリカはこの事件について、「法律制度が政治的報復の道具として使用されてはならない」と懸念を表明した。[37]欧州連合は「関心を持って注視する」とし、各国は「今回の事件や、ジョージアのかつての政府関係者や現在の野党勢力らに対するその他の法的手続きについて、注意深く監視していく」との意を示した。[38]

### 8月
- 8月2日 – トビリシ市の裁判所はミヘイル・サアカシュヴィリ元大統領について、本人不在のまま、公判前勾留を命じた。[39]
- 8月20日 – エレクトロニック・ダンス・ミュージックの祭典「カザンティプ」が、ジョージアにある黒海沿岸の町アナクリアで開催された。同祭典は創設以来、ウクライナ領のクリミア半島で開催されてきたが、不安定な情勢によりアナクリアでの開催となった。ジョージアの社会は様々な反応を示した。
- 8月21日 – ダリアリ峡谷にて同年2度目の地滑りが発生し、2名が行方不明となった。またロシアとを結ぶ道路が遮断され、アルメニアへのガス供給が損傷した。[40]
- 8月24日 – 独立状態にあるアブハジアにて繰り上げ大統領選挙が実施され、ラウリ・ハジムバが当選した。

### 9月
- 9月1日 – ジョージア政府は新法「外国人と無国籍者の法的地位に関する法律」を発効した。政府はこの法律について、欧州連合の方針に、より近づけたものであると説明した。一方で人権団体は、留学生などの外国籍の市民にとっては明らかに複雑化したものであると批判した。[41]
- 9月5日 – ジョージアは2014年のウェールズサミットにおいて北大西洋条約機構から、国の先進化を支援するための「実質的なパッケージ」の提案を受けた。これは待望していた加盟行動計画には含まれていないものの、同盟の構成国となる準備を進めるための援助であった。 [42]
- 9月10日 – アジャリア自治共和国のコブレチにあるイスラム教徒の学校において、ブタの頭部が釘付けで晒される事件が発生した。イスラム教徒の地域社会は抗議を示し、イラクリ・ガリバシヴィリ首相は非難の意を表明した。[43]
- 9月14日 – 与党連合「ジョージアの夢」の最大勢力「ジョージアの夢＝民主ジョージア」は、アジャリア自治共和国の政府業務に「干渉」したとして、国会副議長ムルマン・ドゥンバゼを解任した。[44]
- 9月26日 – ジョージアは小型武器の国際取引を制限する武器貿易条約に署名した。[45]

### 10月
- 10月11日 – ジョージア南部サムツク＝ジャバケーティに建設されたパラバニ水力発電所が運用開始された。これは出力87メガワットの流れ込み式発電所であり、ここ30年で同国最大級の水力発電プロジェクトであった。[46]
- 10月20日 – ジョージア政府高官は、現在の夫や過去の夫による女性殺害の事件が一連の流れとして大々的に報道されたことを受けて、ドメスティックバイオレンス防止政策の検討を行った。[47]

### 11月
- 11月4日 – イラクリ・アラサニア国防大臣は記者会見を開き、「最近の国防省・軍関係者の逮捕は『明らかに政治的な動機に基づいている』」「これは欧州連合および北大西洋条約機構への加盟を目指すジョージアの方針に対する攻撃である」と述べた。この発言の同日夜、イラクリ・ガリバシヴィリ首相はアラサニア国防大臣を更迭した。[48]
- 11月5日 – 最大与党「ジョージアの夢＝民主ジョージア」のマイア・パンジキゼ外務大臣と、連立を組む自由民主主義者党のアレクシ・ペトリアシヴィリ欧州・欧州大西洋統合担当国務大臣（グルジア語版）が閣僚辞任を表明した。また自由民主主義者党は与党連合「ジョージアの夢」を離脱すると発表した。[49]
- 11月5日–19日 – ジョージアは2002年以降、初めての国勢調査を実施した。[50]
- 11月7日 – 自由民主主義者党の議員10名のうち7名が与党連合「ジョージアの夢」を離れた。一方、残り3名は自由民主主義者党を離党し、与党連合「ジョージアの夢」に残留した。この結果、与党連合「ジョージアの夢」は国会内で多数派の維持に成功した。[51]
- 11月15日 – 野党「統一国民運動」によって組織された集会がトビリシ中心部で開催され、数万人のジョージア人が参加した。ジョージアからの独立状態にある地域に対してロシアが関与していることへの抗議活動であり、国益を守るための活動が不足しているとジョージア政府を批判した。[52]
- 11月24日 – ロシアのウラジーミル・プーチン大統領は、独立状態にあるアブハジアのラウリ・ハジムバ大統領とソチで会合を行い、ロシアとアブハジアの新条約「同盟・戦略的パートナーシップ」に署名した。これは集団防衛、統合軍集団の設置、「協調的」な外交政策の実行、「共通の社会空間および経済空間」の創出を構想したものである。この条約に関してはアブハズ人社会からも抗議の声が上がり、ジョージアはこれを「事実上の併合」と非難した。アメリカ合衆国、欧州連合、北大西洋条約機構もまた、この条約を非難した[53][54][55]。ロシア外務省はこの条約について、ジョージアの「とどまることを知らないNATOへの憧れ」に対応したものであると述べた。[56]
- 11月30日 – ギオルギ・マルグヴェラシヴィリ大統領が発動した拒否権について、ジョージア国会はこれを無効化する決定をした。この拒否権は、政府保証手形の監視規制を行うにあたり、内務省が電気通信事業者のネットワークに直接アクセスする権限を残すかどうか問題になっていたものである。[57]

### 12月
- 12月2日 – ジョージアの元保健大臣アレクサンドレ・クヴィタシヴィリが、ウクライナ政府において保健大臣に任命された。ジョージアのイラクリ・ガリバシヴィリ首相は遺憾の意を示した。[58]
- 12月13日 – ジョージア当局の許可により、ロシア系の採掘会社RMGはサクドリシ遺跡において金採鉱を開始した。保護主義者や野党、グルジア正教会らは激しく非難し、論争が再び激化した。[59]
- 12月16日 – ジョージア軍の第4機械化旅団に属する偵察中隊が、アフガニスタン北部での任務に出発した。北大西洋条約機構による「確固たる支援任務」への協力であり、偵察中隊はドイツ陸軍ハラルド・ガンツ准将の指揮下に入った。[60]
- 12月16日 – ストラスブールで開催された欧州議会は、包括的な自由貿易条約などを含む欧州連合＝ジョージア連合協定を批准した。[61]
- 12月20日 – 国防省は親ウクライナ派の志願兵アレクサンドレ・グリゴラシヴィリがルハーンシクで死亡した件について、声明を発表した。国防省はグリゴラシヴィリの死亡の責任は前政権の関係者にあると述べ、「国民の皆さんが挑発に屈して、様々な誘惑と交換に自らの生命を危険に晒すことがないように」と呼びかけた。この声明に対しては、野党のみならず連立与党内からも批判の声が上がった。国防省はウェブサイトから声明を削除し、謝罪を行った。[62][63]
- 12月22日 – トビリシのテレビ局「マエストロ」の記者やプロデューサーら約20名が、局の編集方針には政府の干渉があると述べ、抗議の意を示して辞職した。[64]
- 12月29日 – ロシアの国営石油会社ロスネフチは、ペトロカス・エネルギー社の株式の49パーセントの取得を合意したと発表した。ペトロカス・エネルギー社は黒海沿岸の都市ポティの港に石油ターミナルを所有しており、チャネル・エネルギー社への出資やジョージア最王手の小売チェーン「ガルフ」の運営などを行っている。[65]
- 12月30日 – ノーマン・アトランティックの火災事故後に行方不明となっていたイリア・コルトジア司祭が、イタリアのレッチェで救助された。コルトジアはジョージア正教会の司祭であり、ムツヘタにあるダヴィト建設王教会で修道院長を務めていた。火災事故においてコルトジア司祭は乗客の避難を支援したが、彼自身の救出には失敗していた。[66]

## 死去
- 1月13日 – ケティ・ピルツハラヴァ（49歳）、ジョージアの医療管理者、少女音楽バンド「ムジウリ」の元メンバー[67]
- 1月20日 – ジュンベル・ロミナゼ（83歳）、ジョージアの天体物理学者[68]
- 2月12日 – ダヴィト・アギアシヴィリ（64歳）、ジョージアの映画監督
- 2月17日 – メリ・ダヴィタシヴィリ（89歳）、ジョージアの児童音楽の作曲家[69]
- 3月4日 – レヴァス・アダミア、ジョージアの外交官、政治家
- 3月27日 – ペトレ・クヴェデリゼ（95歳）、ジョージア系アメリカ人の亡命ジャーナリスト[70]
- 4月16日 – グラム・メリヴァ（81歳）、ジョージアのオペラ指揮者
- 5月14日 – リリ・イオセリアニ（92歳）、ジョージアの舞台監督
- 5月18日 – ヴァフタング・ルルア（74歳）、ジョージアの芸術家、舞台デザイナー
- 5月18日 – グガ・クヴィタシヴィリ（42歳）、ジョージアの記者、ニュースキャスター
- 7月7日 – エドゥアルド・シェワルナゼ（86歳）、ジョージアの元大統領
- 7月8日 – リアナ・アサティアニ（88歳）、ジョージアの女優[71]
- 7月15日 – エロシ・キツマリシヴィリ（49歳）、ジョージアのメディア幹部、政治家、自殺と判断された[72]
- 7月25日 – ジュンベル・レジャヴァ（75歳）、ジョージアの自転車乗り
- 8月13日 – エドモンド・カランダゼ（91歳）、ジョージアの画家
- 9月18日 – エミル・ブルジャナゼ（77歳）、ジョージアの画家
- 10月7日 – ニカ・キラゼ（25歳）、ジョージアのサッカー選手
- 10月29日 – ナティア・アミレジビ（80歳）、ジョージアの映画評論家
- 11月6日 – グラム・ピルツハラヴァ(74歳）、ジョージアの俳優
- 11月6日 – レヴァス・チョホネリゼ（77歳）、ジョージアの舞踏家（エリシオニ）
- 11月13日 – カハ・ベンドゥキゼ（58歳）、ジョージアの政治家、実業家